# Bengt Sundkler
Bengt Gustaf Malcolm Sundkler, född 7 maj 1909 i Degerfors socken i Västerbotten, död 5 april 1995 i Uppsala, var en svensk teolog och biskop.

## Biografi

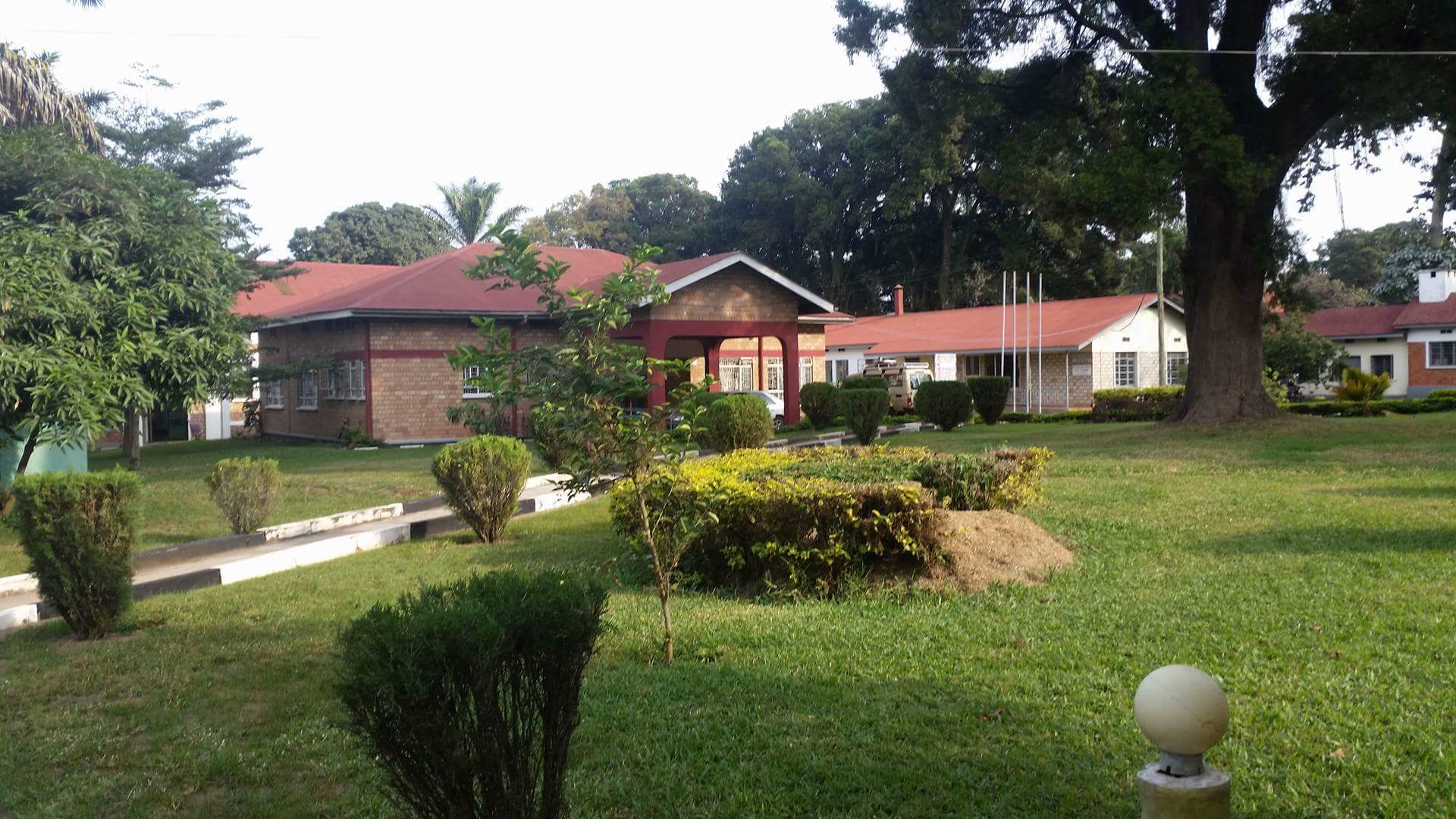
Bengt Sundkler var biskop av Bukoba. På bilden syns den evangelisk-lutherska kyrkans centrum i Bukoba idag.

Sundkler var son till grosshandlaren Gustaf Sundkler och Lilly Bergman. Fadern var son före äktenskapet till kaptenen greve Gustaf Sinclair (1849–1919), som var den siste manlige medlemmen av grevliga ätten Sinclair. 
Efter studier vid universiteten i Uppsala, Strasbourg och Paris blev Bengt Sundkler teologie doktor 1937 på en avhandling om missionstankens genombrott i Sverige genom Svenska Missionssällskapet 1835–75. Tidigare hade han redan 1933 givit ut boken Hur gammalt är barndopets sakrament och i Paris 1937 publicerat undersökningen Contributions à l'étude de la pensée missionaire dans le Nouveau Testamen. 
Han var därefter verksam som Svenska kyrkans missionär i Sydafrika 1937–1942 och som superintendent för den lutherska Hayakyrkan i Tanganyika 1942–1945. Han återvände därefter till Sverige och utnämndes till docent i missionskunskap vid Uppsala universitet 1945 och var 1942–1945 forskningssekreterare i International Missionary Council i London. Åren 1949–1974 var han professor i kyrkohistoria med missionshistoria vid Uppsala universitet. När Hayakyrkan 1961 införde biskopsämbetet kallades han tillbaka dit som den förste innehavaren och var biskop av Bukoba i Tanzania 1961–64.
Sundkler var 1961–1965 ledamot av Kyrkornas världsråds centralkommitté och Hayakyrkans delegat vid världskyrkomötet i Uppsala 1968. 1959–1961 var han vicepresident i Internationella missionsrådet. Han var teologie hedersdoktor vid universiteten i Aberdeen, Tübingen, Oslo och Helsingfors.
Sundkler var gift med flickskollärarinnan och socionomen Ingeborg Morén, som var född i Sydafrika. Hans syster var gift med biskop Stig Hellsten. Sundkler är begravd på Uppsala gamla kyrkogård.

## Missionsforskare och kyrkohistoriker
Sundkler hade en ledande ställning som ekumenik- och missionsforskare och räknas som den främste kännaren av afrikansk kyrkohistoria och utgav bland annat boken Bantu Prophets in South Africa 1945, som översattes till flera språk. Som ekumenikforskare skildrade han Church of South India 1900–1947, en unik överkonfessionell kyrkosammanslagning i Indien. Boken Christian Ministry in Africa utkom 1960. 
Som universitetslärare i Sverige utgav han Missionens värld 1963 och Svensk missionsatlas 1957. Den svenska Tanzaniamissionens historia skrev han i böckerna Ung kyrka i Tanganyika (1948) Bara Bukoba 1974. Som hans främsta arbete räknas den 1200-sidiga afrikanska kyrkohistorien A History of the Church in Africa, (2000), som utgavs postumt. På missionsforskningens område var han en skolbildare och nydanare och införde det idag gängse begreppet ”Tredje världens kyrkohistoria”.
Han var en framstående kännare av Nathan Söderblom och utgav 1968 biografin Nathan Söderblom his Life and Work och därefter en rad andra skrifter om denne.